# Bandera de l'Equador
La bandera de l'Equador està composta per tres faixes de colors groc, blau i vermell, respectivament, les altures de les quals tenen la relació de 2:1:1; en posició central es troba l'escut de la República, amb una altura igual a la meitat de l'altura total. Les dimensions de la bandera són 1:2 (llargada doble que l'alçada). Va ser adoptada el 26 de setembre de 1860 i ratificada per decret legislatiu el desembre de 1900 quan quedà oficialitzada la presència de l'escut de la República al centre de la bandera. La bandera es basa en la de la Gran Colòmbia, fet pel qual s'assembla a les banderes actuals de Colòmbia i de Veneçuela.
La bandera marítima és igual a l'estatal però amb les proporcions 2:3. D'altra banda, tot i que estrictament la bandera civil és igual a l'estatal però sense l'escut, habitualment s'utilitza sempre la versió institucional amb l'escut, que és la que es pot veure a tots els edificis, institucionals o no.
Si bé la primera proclamació de sobirania a l'antiga Reial Audiència de Quito no es produeix fins al 10 d'agost de 1809, durant les dècades anteriors les idees emancipadores començaren a circular, especialment entre l'elit criolla i sobretot gràcies a l'activisme d'Eugenio Espejo. Segurament sorgí d'ell la idea d'unes banderes que es van penjar per tota la ciutat de Quito el 21 d'octubre de 1794, com a protesta contra el clima de manca de llibertat que segons Espejo imposava el president de l'Audiència. La bandera era vermella amb una inscripció en llatí: Liber esto. Felicitatem et gloriam consequito Salva Cruce (Sigues lliure. Aconsegueix la felicitat i la glòria, salva la Creu). Malgrat això, cal considerar que la història de les banderes de l'actual República de l'Equador comença amb la que van enarborar els revoltats del 10 d'agost de 1809, consistent només en una bandera llisa de color vermella. Aquesta bandera fou utilitzada segurament entre aquella data i desembre de 1812, quan Quito és reconquerida definitivament per les tropes reialistes.
Posteriorment, en la revolta, ja definitiva, de Guayaquil del 9 d'octubre de 1820, els patriotes van utilitzar una bandera formada per tres faixes blaves alternades amb dues faixes blanques, totes de la mateixa amplada, i amb tres estrelles blanques de cinc puntes centrades a la faixa blava central, simbolitzant les ciutats de Guayaquil, Portoviejo i Machala. Aquesta bandera avui és la bandera de la província del Guayas. En la batalla del Pichincha, que segellà la independència dels territoris de l'actual Equador, les tropes del govern de la junta de Guayaquil duien aquesta bandera, mentre que les tropes arribades de Colòmbia amb Antonio José de Sucre onejaven la bandera tricolor de la Gran Colòmbia.
Una vegada consumada la victòria patriota, la majoria del territori passà a formar part de la Gran Colòmbia, excepte la zona de Guayaquil, que romangué independent durant uns mesos i adoptà una nova bandera. Aquesta era blanca amb un quarter blau a la part superior del pal i, centrada en aquest quart, una estrella (possiblement blanca) de cinc puntes. Després de la incorporació de Guayaquil a la Gran Colòmbia, la província seguí utilitzant també aquesta bandera.
Amb la dissolució de la Gran Colòmbia el 1830, la nova República de l'Equador seguí utilitzant la bandera de la Gran Colòmbia (amb l'escut o sense) fins al 6 de març de 1845, quan amb la Revolució Marcista (vegeu l'article «Història de l'Equador») s'adoptà una bandera inspirada en la d'octubre de 1820: tres barres d'igual amplada i de colors blanc, blau i blanc, amb tres estrelles formant un triangle centrades a la barra blava. Posteriorment les tres estrelles s'ampliaren a set, en representació de les set províncies en què llavors estava dividit l'Equador (la disposició concreta de les set estrelles no fou mai uniforme). Aquesta bandera s'utilitzà teòricament de manera oficial fins a l'any 1860, però durant els anys anteriors a l'arribada al poder de Gabriel García Moreno, el país estigué sotmès a diversos intents de cop d'estat i, en alguns casos, a diversos governs simultanis (a Quito, Guayaquil, Cuenca i Loja), que adoptaren diferents variants de la bandera de 1845.
Amb García Moreno es recuperà la bandera tricolor de l'antiga Gran Colòmbia i amb la configuració actual, amb la intenció d'esborrar les referències a l'època caòtica anterior. Fou adoptada el 1860, confirmada el 1861 i l'oficialitat definitiva l'obtingué el 1900, amb l'afegit de l'escut de la República.

## Construcció i dimensions

Plantilla de construcció de la bandera.

### Colors
Els colors tenen el següent significat:
- Groc: representa l'or, la riquesa abundant de l'agricultura i els grans recursos de què està dotat el país.
- Blau: representa l'oceà, el clar i net cel equatorià.
- Vermell: representa la sang vessada pels herois que van portar als seus conciutadans Pàtria i Llibertat.

| Model de color | Groc        | Blau       | Vermell     |
| -------------- | ----------- | ---------- | ----------- |
| CMYK           | 0-13-100-0  | 98-52-0-36 | 0-88-85-7   |
| RGB            | 255, 221, 0 | 3, 78, 162 | 237, 28, 36 |
| HTML           | FFDD00      | 034EA2     | ED1C24      |

## Altres banderes

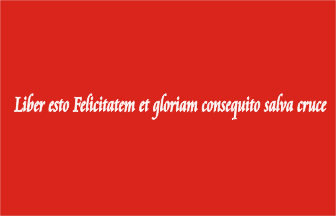
Bandera del 21-10-1794
Bandera del 9-10-1820
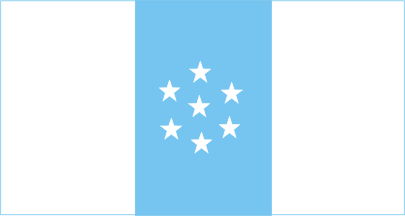
Bandera del 6-11-1845
Bandera temporal del govern de Guayaquil (1822)
Bandera de la Gran Colòmbia, de la qual Equador en va formar part
Bandera del 6-03-1845 al 6-11-1845
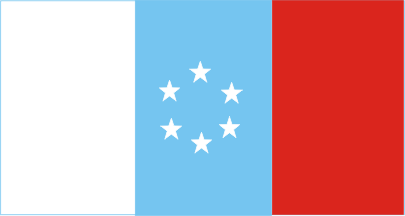
Bandera del govern de Guayaquil, 1850
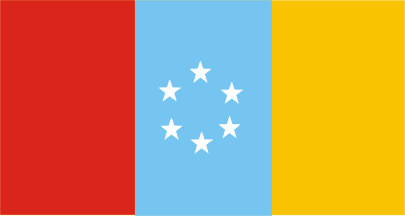
Bandera del govern de Quito, 1850
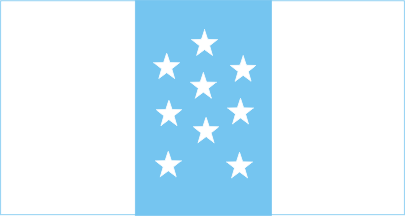
Bandera del govern provisional, 1858